# Clarithromycine
La clarithromycine est un antibiotique macrolide utilisé pour traiter les pharyngites, les angines, les sinusites aiguës maxillaires, en association avec d'autres antibiotiques pour traiter l'infection à Helicobacter pylori (principal responsable de maladies ulcéreuses de l'estomac et du duodénum), les complications bactériennes aiguës de la bronchite chronique, les pneumonies (en particulier les pneumonies atypiques associées à Chlamydia pneumoniae), les infections cutanées, et, chez les patients porteurs de VIH, pour prévenir et traiter le Mycobacterium avium complex disséminé ou MAC.
De plus, on l'utilise parfois pour traiter les légionelloses.

## Historique
La molécule, d'invention japonaise en 1984, a été commercialisée en 1991 dans ce pays et en Occident par les laboratoires Abbott.

## Formes disponibles
Granules flottantes pour enfants, ou comprimés enrobés.

## Mécanisme d'action
La clarithromycine est bactériostatique c'est-à-dire empêche la croissance bactérienne en interférant avec la synthèse des protéines bactériennes.

## Métabolisme
La molécule de clarithromycine est partiellement métabolisée au niveau du foie par le cytochrome P 450 3A4. La molécule de clarithromycine, inactive lors de l’absorption, est ensuite transformée par une réaction de phase 1 en 14-OH-clarithromycine, qui est le métabolite actif, donc celui qui a un effet pharmacologique au niveau tissulaire sur les ribosomes. Elle est aussi métabolisée par le foie dans une moindre mesure en descladinosyl-clarithromycine et N-déméthyl-clarithromycine. La biodisponibilité de la clarithromycine qui est environ de 50 % nous renseigne sur le fait que l’effet de premier passage hépatique sur cette molécule est généralement de façon modérée. Par contre, il a été établi que la clarithromycine inhibait l’isoenzyme 3A4 du cytochrome P450 du foie et de l’intestin, et donc les concentrations des médicaments qu’une personne prend et qui sont métabolisées par ce type d’enzyme s’en trouvent augmentées et prolongées lorsqu’on les administre avec de la clarithromycine. Il faut donc être vigilant et surveiller attentivement les concentrations sériques de ces médicaments.
La clarithromycine est aussi excrétée par les reins, la 14-OH-clarithromycine est le principal métabolite que l'on retrouve dans l'urine.

## Effets secondaires
Nausées, vomissements, douleurs d'estomac, diarrhée, candidose, manifestations cutanées allergiques, acouphène.
Comme d'autres macrolides, la clarithromycine est soupçonnée d'augmenter légèrement le risque de mort de cause cardiaque, probablement en favorisant la survenue de torsades de pointe, un trouble du rythme cardiaque.

## Précautions
Prendre avec de la nourriture.
Ne pas couper ou écraser.
Compatible avec l'allaitement

## Contre-indications
Ne pas prendre avec ces médicaments : astémizole, cisapride, pimozide ou terfénadine. Ne pas prendre lorsqu'enceinte, sauf avec indication contraire du ou de la médecin.
Prendre avec précaution ou en modifiant la dose si pris avec ces médicaments : carbamazépine, cyclosporine, dihydroergotamine, digoxine, disopyramide, ergotamine, lopinavir/ritonavir, midazolam, tacrolimus, théophylline, triazolam, warfarine.
Aviser le ou la médecin si antécédents de maladie du foie avant de prendre le médicament.

## Divers
La clarithromycine fait partie de la liste des médicaments essentiels de l'Organisation mondiale de la santé (liste mise à jour en avril 2013). Autre nom : Biaxin ®.